# Philipp Gottfried (Castell-Rüdenhausen)

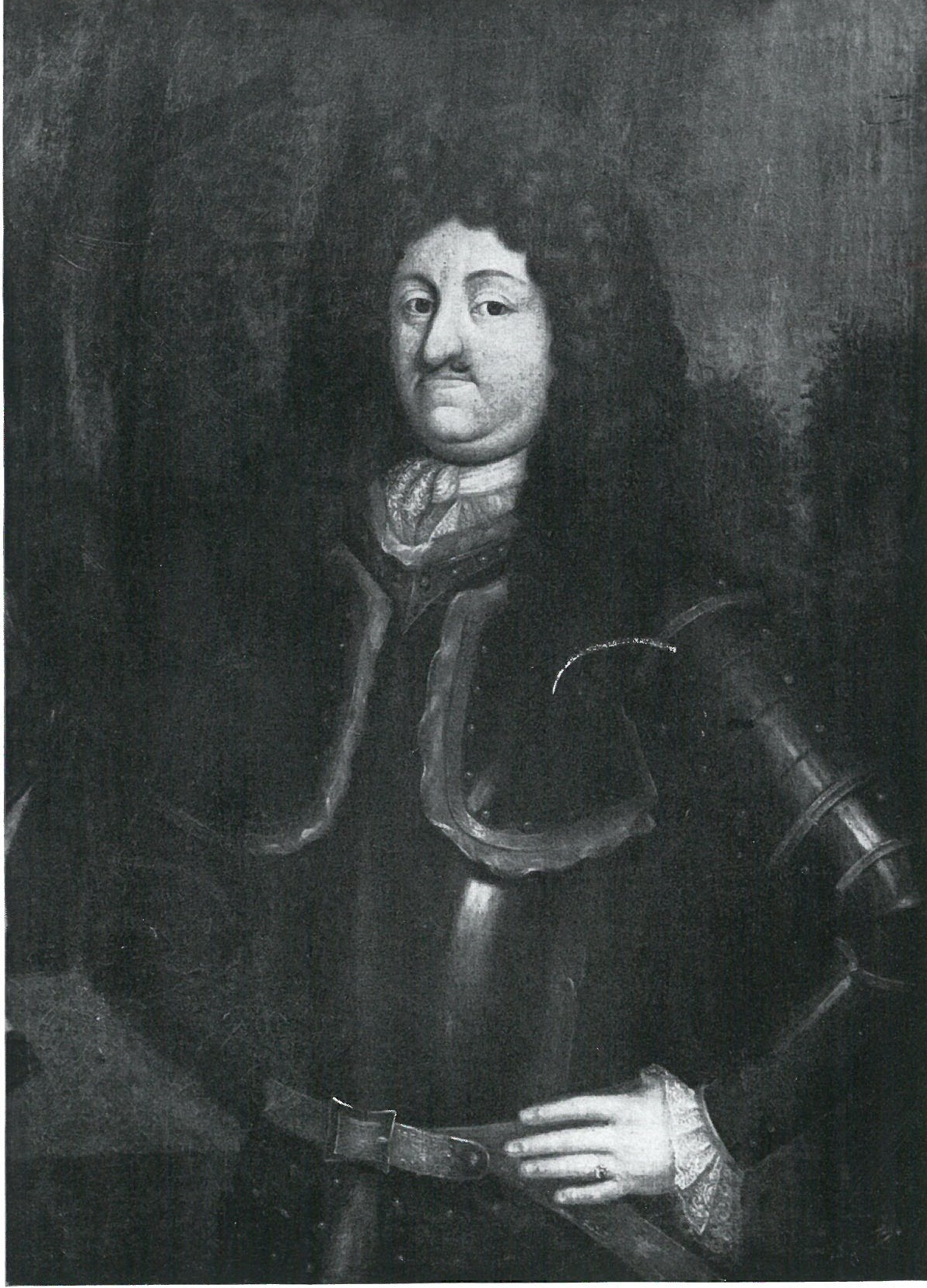
Graf Philipp Gottfried zu Castell-Rüdenhausen

Philipp Gottfried Graf und Herr zu Castell-Rüdenhausen (Spitzname Lips; * 11. November 1641 in Rüdenhausen; † 10. Juni 1681 ebenda) war von 1653 bis 1681 Herrscher der Grafschaft Castell.

## Die Grafschaft vor Philipp Gottfried
Zwei Entwicklungen prägten im 16. und 17. Jahrhundert die Grafschaft Castell. Im Jahr 1586 trat eine Erbteilung in Kraft, die für die nächsten zwei Jahrhunderte zwei unterschiedliche Linien der Grafen zu Castell hervorbringen sollte. Die Linie Castell-Remlingen residierte in den Schlössern in Castell und Remlingen, während die Linie Castell-Rüdenhausen auf Schloss Wiesenbronn und in Rüdenhausen saß.
Zum anderen war der Wiederaufbau der zerstörten Gebiete vordringlich, die durch den Zweiten Markgrafenkrieg der Jahre 1552 bis 1554 und dem weit verheerenderen Dreißigjährigen Krieg entstanden waren. Durchziehende Truppen des Kaisers hatten das protestantische Land verwüstet, die durchziehenden protestantischen Schweden taten ihr Übriges. Um für die künftigen Kriege gerüstet zu sein, taten die männlichen Grafen bald vermehrt Kriegsdienst bei größeren Landesherren der Umgebung.

## Leben
Philipp Gottfried wurde am 11. November 1641 als erstes Kind von Graf Georg Friedrich und dessen Frau Anna Luise, geborene Freiin zu Limpurg-Speckfeld, in Rüdenhausen geboren. Er hatte insgesamt acht Geschwister, von denen jedoch nur fünf das Erwachsenenalter erreichten. Nach dem frühen Tod des Vaters im Jahre 1653 kam er zunächst unter die Vormundschaft der Verwandten Wolfgang Georg zu Castell-Remlingen und Heinrich Friedrich Graf zu Hohenlohe-Langenburg.
Der junge Graf besuchte mit seinen Brüdern das Gymnasium in der Freien Reichsstadt Schweinfurt. Anschließend zog es ihn nach Holland, wo er unter anderem in Maastricht eine militärische Ausbildung erhielt. Erst mit dem Tod der Mutter im Jahr 1663 kehrte er nach Rüdenhausen zurück und übernahm nun, volljährig geworden, die Regierung der Grafschaft Castell-Rüdenhausen. Hierzu musste sich Philipp Gottfried jedoch zuvor die Zustimmung der Brüder einholen.
In den Jahren 1672 bis 1673 bekleidete Philipp Gottfried den Rang eines Obristleutnants. Er wurde Teil eines Infanterieregimentes des Fränkischen Reichskreises. Am 11. Juni 1681 verstarb Philipp Gottfried Graf und Herr zu Castell-Rüdenhausen in seinem Residenzort. Mehrere Bildnisse entstanden, die den Grafen zeigen. Darunter eines, das den Grafen auf der „Kreuzfahrt zur Insel der Seligen“ inmitten seiner Familie darstellt.

## Ehe und Nachkommen
Graf Philipp Gottfried heiratete am 8. Januar 1670 in Dhaun Anna Sybilla Wild- und Rheingräfin zu Dhaun. Aus der Ehe gingen insgesamt acht Kinder hervor, von denen jedoch nur sechs das Erwachsenenalter erreichten. Als Nachfolger wurde der erstgeborene Sohn Johann Friedrich aufgebaut.
- Dorothea Sophie (* 6. November 1671; † 1722 in Almelo)
- Sophia Juliane (* 22. Februar 1673 in Rüdenhausen; † 17. Juli 1758 in Almelo)
- Johann Friedrich (* 6. Februar 1675 in Rüdenhausen; † 23. Juni 1749 ebenda)
- Philippine Eleonore (* 3. Mai 1676 in Rüdenhausen; † 11. Dezember 1757)
- Elisabetha Dorothea (* 29. Mai 1677; † 5. April 1678 in Rüdenhausen)
- Johann Gottfried (* 27. Juni 1678; † 5. September 1679)
- Johanna Elisabetha (* 27. August 1679; † 19. Dezember 1757 in Rüdenhausen)
- Christiane Charlotte Juliana (* 19. Januar 1681; † 5. Dezember 1698 in Rüdenhausen)[4]